# Escuela Superior de Tropas Especiales
La Escuela Superior de Tropas Especiales (ESTE), en árabe argelino: المدرسة العليا للقوات الخاصة) es la academia de las tropas especiales aerotransportadas del Ejército Nacional Popular de Argelia, la escuela tiene su sede central en la ciudad de Biskra.

## Historia
La Escuela Superior de Tropas Especiales es una academia militar perteneciente a las Fuerzas Terrestres de Argelia. La academia fue creada a partir del centro de formación de comandos, creado en 1963 en la ciudad de Skikda. Posteriormente, en 1971, este centro fue trasladado a Biskra para convertirse en el Centro de Entrenamiento de Tropas Aerotransportadas (CETA), allí solo se entrenaban unidades especiales y paracaidistas militares. En 1975, como parte del plan de desarrollo del Ejército Nacional Popular, el centro se convirtió en la Escuela de Tropas Aerotransportadas.
En 1991, como parte de la reestructuración del Ejército Nacional Popular, la escuela pasó a llamarse Escuela de Aplicación de Tropas Especiales (EATE). Desde 2017, la escuela se conoce como Escuela Superior de Tropas Especiales (ESTE).
Desde 1991, la ESTE ha entrenado a los paracaidistas y unidades de operaciones especiales del ejército argelino, pero también entrena a soldados de ejércitos extranjeros de naciones amigas.

## Misiones
La academia es responsable de: 
- Ofrecer entrenamiento especial para tropas especiales a los oficiales y suboficiales de los paracaidistas.

- Impartir cursos de formación a nivel de unidad, impartidos por instructores de la escuela, como cursos de formación de comando, guerra, cursos de supervivencia, etc.
- Impartir cursos de formación renovados y especializados para oficiales y suboficiales en servicio activo.

- Ofrecer cursos de aplicación de armas a oficiales activos y suboficiales al completar su entrenamiento básico común.

- Formar a instructores de paracaidismo y comandos.

- Organizar cursos de paracaidismo para los aspirantes a oficial y los cadetes de la Academia Militar Houari Boumédiène de Cherchell.

- Formar a la selección nacional de paracaidismo deportivo.

- Formar agentes operativos, paracaidistas y comandos del Ejército argelino.

En la ciudad de Biskra se encuentra el Centro de Entrenamiento de Tropas Especiales (CETE), que entrena a suboficiales, soldados y cabos. La base militar y el centro de entrenamiento de la Escuela Superior de Tropas Especiales (ESTE), se encuentran cerca del CETE.
La ESTE trabaja en estrecha colaboración con la Escuela de Formación de Comandos e Iniciación al Paracaidismo (EFCIP), ubicada en la ciudad de Boghar, así como con otras escuelas militares y centros de entrenamiento del Ejército argelino.

## Formación
La formación de los alumnos de la ESTE se basa en: 
- Deporte militar (carrera con obstáculos, curso de manejo del estrés, etc.)

- Dominio de diferentes armas del Ejército argelino y de ejércitos extranjeros.

- Entrenamiento militar especial para paracaidistas y unidades de comando.

- Paracaidismo militar.

- Nuevos cursos e instalaciones renovadas.

- Formación y cursos de comando paracaidista.

- Obtención del Certificado militar profesional de primer grado.

- Obtención del Certificado militar profesional de segundo grado.

- Práctica de artes marciales asiáticas como: Kuk Sool Won, Jūjutsu, Karate-do, Judo, etcétera).

- Aprendizaje de lenguas extranjeras.

La academia también entrena a soldados, gendarmes y fusileros, tanto argelinos como extranjeros de naciones amigas. 
El entrenamiento y la instrucción militar se realizan en varias fases, comenzando con el entrenamiento básico, siguiendo con el entrenamiento avanzado, la duración total del entrenamiento para los operadores de las fuerzas especiales es de un año y medio (18 meses).

## Instalaciones
La academia tiene varias instalaciones deportivas y educativas, la ESTE cuenta con importantes instalaciones educativas como aulas equipadas con computadoras, aulas dedicadas al aprendizaje de idiomas, salas de estudio, aprendizaje de técnicas de supervivencia, topografía y tácticas militares, ejercicios, cursos y pruebas psicológicas. 
La escuela dispone de varias pistas de obstáculos y campos de tiro táctico.
La ESTE dispone de varias instalaciones deportivas. La academia está equipada con varias canchas deportivas y campos de entrenamiento, así como varios campos de tiro con objetivos situados a diferentes distancias, una piscina semiolímpica y pabellones deportivos. 
La escuela también cuenta con un hotel, un restaurante y un albergue para sus alumnos, suboficiales y oficiales, una sala de cine, un museo y una biblioteca.